# Río Dordoña
El río Dordoña (Dordogne en francés; Dordonha en occitano) es un río del suroeste de Francia que nace en Auvernia a 1680 metros de altura en Puy de Sancy (lo Puèi de Sancí en occitano). Tiene 483,3 kilómetros de longitud. Es navegable en 117 km de su curso. Su régimen es pluvio-nival. El 11 de julio de 2012, el río Dordoña así como el conjunto de la cuenca fueron designados por la Unesco como Reserva de Biosfera.
Fluye en dirección NE-SW, atravesando los departamentos franceses de Puy de Dôme, Corrèze, Lot, Dordoña, y Gironda, hasta desembocar en el estuario de la Gironda, que se forma al confluir con el río Garona, formando el mayor estuario de Europa, de 72 km de longitud, al norte de la ciudad de Burdeos. El estuario desemboca en el océano Atlántico.
Es el quinto río de Francia después del Loira, el Garona, el Ródano y el Sena.
Tiene cinco presas hidroeléctricas:
- presa de Marège, construida entre 1932 y 1935;
- presa de Bort-les-Orgues;
- presa del Aigle;
- presa de Chastang;
- Presa de Bergerac.

## Principales afluentes
Los principales afluentes del Dordoña, en sentido aguas abajo, son los siguientes: 
- río Maronne, con una longitud de 43,2 km, un caudal de 20,3 m³/s y una cuenca de 821 km²;
- río Cère, con una longitud de 120,4 km, un caudal de 26,5 m³/s y una cuenca de 1.096 km²;
- río Vézère, con una longitud de 211,2 km, un caudal de 59,1 m³/s y una cuenca de 3.736 km²;
- río Isle, con una longitud de 255,4 km, un caudal de 63,1 m³/s y una cuenca de 7.510 km²;